# سیمرغ بلورین بهترین فیلم‌برداری جشنواره فیلم فجر
سیمرغ بلورین بهترین فیلم‌برداری جایزه‌ای ‌است که هرساله در جشنوارهٔ فیلم فجر به بهترین فیلم‌بردار اهدا می‌شود.

## فهرست برندگان
| دوره | سال  | بهترین فیلم‌بردار  | نام فیلم               |
| ---- | ---- | ----------------- | ---------------------- |
| ۱    | ۱۳۶۱ | برنده نداشت       |                        |
| ۲    | ۱۳۶۲ | اسماعیل امامی     | هیولای درون            |
| ۳    | ۱۳۶۳ | فیروز ملک‌زاده     | گل‌های داوودی           |
| ۴    | ۱۳۶۴ | محمود کلاری       | جاده‌های سرد            |
| ۵    | ۱۳۶۵ | محمد آلادپوش      | گزارش یک قتل           |
| ۶    | ۱۳۶۶ | اصغر رفیعی‌جم      | شاید وقتی دیگر         |
| ۷    | ۱۳۶۷ | محمود کلاری       | سرب                    |
| ۸    | ۱۳۶۸ | تورج منصوری       | هامون                  |
| ۹    | ۱۳۶۹ | اصغر رفیعی جم     | پرده آخر               |
| ۱۰   | ۱۳۷۰ | مهرداد فخیمی      | مسافران                |
| ۱۱   | ۱۳۷۱ | رضا رضی           | پرواز را به خاطر بسپار |
| ۱۲   | ۱۳۷۲ | حسن پویا          | چشم شیطان              |
| ۱۳   | ۱۳۷۳ | علی‌رضا زرین‌دست    | پری                    |
| ۱۴   | ۱۳۷۴ | محمود کلاری       | گبه                    |
| ۱۵   | ۱۳۷۵ | محمد آلادپوش      | سرزمین خورشید          |
| ۱۶   | ۱۳۷۶ | محمد داوودی       | تولد یک پروانه         |
| ۱۷   | ۱۳۷۷ | بهرام بدخشانی     | هیوا                   |
| ۱۸   | ۱۳۷۸ | محمود کلاری       | بوی کافور عطر یاس      |
| ۱۹   | ۱۳۷۹ | اصغر رفیعی جم     | سگ‌کشی                  |
| ۲۰   | ۱۳۸۰ | محمد آلادپوش      | ایستگاه متروک          |
| ۲۱   | ۱۳۸۱ | حمید خضوعی ابیانه | اینجا چراغی روشن است   |
| ۲۲   | ۱۳۸۲ | بهرام بدخشانی     | دوئل                   |
| ۲۳   | ۱۳۸۳ | حمید خضوعی ابیانه | خیلی دور، خیلی نزدیک   |
| ۲۴   | ۱۳۸۴ | محمد داوودی       | زمستان است             |
| ۲۵   | ۱۳۸۵ | حمید خضوعی ابیانه | پابرهنه در بهشت        |
| ۲۶   | ۱۳۸۶ | حسین جعفریان      | دیوار                  |
| ۲۷   | ۱۳۸۷ | مرتضی پورصمدی     | شبانه‌روز               |
| ۲۸   | ۱۳۸۸ | حسن کریمی         | به رنگ ارغوان          |
| ۲۹   | ۱۳۸۹ | محمود کلاری       | جدایی نادر از سیمین    |
| ۳۰   | ۱۳۹۰ | امیر کریمی        | روزهای زندگی           |
| ۳۱   | ۱۳۹۱ | هومن بهمنش        | دربند                  |
| ۳۲   | ۱۳۹۲ | حسین جعفریان      | روز رستاخیز            |
| ۳۳   | ۱۳۹۳ | علیرضا برازنده    | دوران عاشقی            |
| ۳۴   | ۱۳۹۴ | پیمان شادمان‌فر    | خشم و هیاهو            |
| ۳۵   | ۱۳۹۵ | هومن بهمنش        | تابستان داغ            |
| ۳۶   | ۱۳۹۶ | علیرضا زرین‌دست    | سرو زیر آب             |
| ۳۷   | ۱۳۹۷ | حمید خضوعی ابیانه | غلامرضا تختی           |
| ۳۸   | ۱۳۹۸ | مرتضی نجفی        | تومان                  |
| ۳۹   | ۱۳۹۹ | مرتضی نجفی        | روشن یدو               |
| ۴۰   | ۱۴۰۰ | آرمان فیاض        | برف آخر                |
| ۴١   | ١۴٠١ | علیرضا زرین دست   | سینما متروپل           |
| ۴۲   | ۱۴۰۲ | کوهیار کلاری      | تابستان همان سال       |
| ۴۳   | ۱۴۰۳ | علی‌محمد قاسمی     | شمال از جنوب غربی      |